# Organgesetz (Spanien)
Organgesetze (leyes orgánicas) sind nach Art. 81 der spanischen Verfassung von 1978 Gesetze, die bestimmte in dieser Verfassungsvorschrift aufgezählte Materien regeln und für die deswegen im Gesetzgebungsverfahren Besonderheiten gegenüber den „gewöhnlichen Gesetzen“ (leyes ordinarias) gelten. Es handelt sich dabei um ein für die spanische Verfassungsgeschichte bis 1978 neues Konzept, das sich am Vorbild des loi organique der französischen Verfassung von 1958 orientiert.

## Artikel 81 der Verfassung
Artikel 81 der Verfassung lautet:
(1) Organgesetze sind solche Gesetze, die die Entwicklung der Grundrechte und der öffentlichen Freiheiten betreffen, die die Autonomiestatute und die Wahlrechtsgrundsätze billigen sowie die übrigen Gesetze, für die diese Verfassung dies ausdrücklich vorsieht.
(2) Die Annahme, Änderung und Aufhebung der Organgesetze erfordert die absolute Mehrheit des Abgeordnetenhauses in einer abschließenden Abstimmung über die Gesamtheit der Gesetzesvorlage.

## Besonderheiten im Gesetzgebungsverfahren
Für gewöhnliche Gesetze bestimmt Art. 90 der Verfassung folgendes Gesetzgebungsverfahren:
Die Gesetzesvorlagen werden zunächst vom Abgeordnetenhaus (Congreso de los Diputados) beschlossen und dann dem Senat (Senado) zugeleitet. Dieser kann binnen zwei Monaten entweder mit absoluter Mehrheit ein Veto einlegen oder mit einfacher Mehrheit Änderungsvorschläge machen, worauf das Abgeordnetenhaus erneut befasst wird. Ein Veto kann dieses mit absoluter Mehrheit überstimmen, nach Ablauf von zwei Monaten nach Einlegung genügt hierfür auch die einfache Mehrheit. Änderungsvorschläge des Senats können mit einfacher Mehrheit angenommen oder abgelehnt werden. Damit ist das Gesetz zustande gekommen, eine erneute Befassung des Senats findet nicht statt.
Art. 81 Abs. 2 der Verfassung bringt für Organgesetze folgende Besonderheiten mit sich:
- Zum Ende der ersten Befassung des Abgeordnetenhauses muss eine Abstimmung über den Gesetzesvorschlag als Ganzes erfolgen (bedeutsam etwa wenn einzelnen Änderungsanträgen zugestimmt wurde), in der eine absolute Mehrheit erreicht werden muss. (Art. 131 der Geschäftsordnung des Abgeordnetenhauses)
- Legt der Senat ein Veto ein, muss dies vom Abgeordnetenhaus mit absoluter Mehrheit überstimmt werden, die Möglichkeit des Überstimmens mit einfacher Mehrheit nach Ablauf von zwei Monaten entfällt. (Art. 132 Nr. 1 der Geschäftsordnung des Abgeordnetenhauses)
- Nimmt das Abgeordnetenhaus Änderungsvorschläge des Senats an (wofür die einfache Mehrheit ausreicht), muss erneut der sich daraus ergebende Gesamtentwurf zur Schlussabstimmung gestellt werden, wobei wieder die absolute Mehrheit erzielt werden muss. Wird diese nicht erreicht, ist der ursprünglich vom Abgeordnetenhaus verabschiedete Entwurf beschlossen und sind die Änderungsvorschläge des Senats abgelehnt. (Art. 132 Nr. 2 der Geschäftsordnung des Abgeordnetenhauses)

Außerdem können durch Organgesetz zu regelnde Materien nicht Gegenstand eines Volksbegehrens sein (Art. 87 Abs. 3 der Verfassung).

## Durch Organgesetz zu regelnde Materien

### Entwicklung der Grundrechte und öffentlichen Freiheiten
Das spanische Verfassungsgericht (Tribunal Constitucional) legt in ständiger Rechtsprechung sowohl das Tatbestandsmerkmal „Grundrechte und öffentliche Freiheiten“ als auch „Entwicklung“ restriktiv aus:
- Unter die „Grundrechte und öffentlichen Freiheiten“ fallen nur die in Art. 15 bis 29 der Verfassung normierten Grundrechte, nicht aber der allgemeine Gleichheitssatz (Art. 14) und die sog. Grundrechte „zweiter Klasse“ (Art. 30–38) und „dritter Klasse“ (Art. 39–52).[1]
- Die ein Organgesetz erfordernde „Entwicklung“ eines solchen Grundrechts liegt nur vor, wenn dieses

- allgemein oder in wesentlichen Gesichtspunkten geregelt

Bsp.: Ley Orgánica 9/1983, de 15 de julio, reguladora del derecho de reunión - Versammlungsgesetz
- oder eingeschränkt wird.

Bsp.: Ley Orgánica 7/2006, de 21 de noviembre, de protección de la salud y de la lucha contra el dopaje en el deporte - Anti-Doping-Gesetz (durch die Vorschrift, dass sich Berufssportler Doping-Kontrollen zu unterziehen haben, wird das Recht auf körperliche Unversehrtheit eingeschränkt)
Während die Grundrechte „zweiter und dritter Klasse“ durch einfaches Gesetz regel- und einschränkbar sind, werden also durch Art. 81 die Grundrechte der Art. 15–29 unter den speziellen Vorbehalt eines Organgesetzes gestellt.

### Annahme der Autonomiestatute
Durch die Annahme der Autonomiestatute konstituierten sich in der Zeit zwischen 1979 und 1983 die 17 Autonomen Gemeinschaften Spaniens (Regionen). Für das Gesetzgebungsverfahren gelten nach Art. 146 und 151 der Verfassung zwar Besonderheiten, allerdings verbleibt es bei der für Organgesetze charakteristischen Voraussetzung der Annahme mit absoluter Mehrheit durch das Abgeordnetenhaus.
Das Autonomiestatut besitzt eine Doppelnatur: Zum einen ist es staatliches Organgesetz, zum anderen die „grundlegende institutionelle Rechtsnorm“ der Autonomen Gemeinschaft (Art. 147). Insoweit sind die Autonomiestatute von der Funktion her mit den deutschen Landesverfassungen vergleichbar, allerdings unterscheiden sie sich von diesen dadurch, dass sie Teil der (zentral-)staatlichen Rechtsordnung sind und das Zentralparlament an ihrer Ausarbeitung maßgebend beteiligt ist, weshalb die Autonomen Gemeinschaften auch keine Bundesstaaten sind.
Insbesondere regeln die Autonomiestatute die Kompetenzabgrenzung zwischen Staat und der jeweiligen Autonomen Gemeinschaft.

### Wahlrechtsgrundsätze
Die Wahlrechtsgrundsätze wurden durch das Wahlgesetz (Ley Orgánica 5/1985, de 19 de junio, del Régimen Electoral General - LOREG) normiert. Dieses regelt umfassend und abschließend das für die Wahl der Cortes Generales, der spanischen Europaabgeordneten und der Vertretungskörperschaften der Gemeinden und Provinzen geltende Wahlrecht (aktives und passives Wahlrecht, Wahlsystem, Kandidatenaufstellung, Wahl- und Wahlprüfungsverfahren). Für die Wahl der Parlamente der Autonomen Gemeinschaften ist es Rahmengesetz, insbesondere ist die Festlegung des Wahlsystems den Autonomen Gemeinschaften selbst überlassen.

### Andere Fälle, für die die Verfassung Regelung durch Organgesetz vorsieht
Für folgende weitere Materien sieht die Verfassung in verschiedenen Vorschriften die Regelung durch Organgesetz vor (jeweils mit Beispiel):
- Grundsätze der militärischen Organisation (Art. 8)

Ley Orgánica 6/1980, de 1 de julio, por la que se regulan los criterios básicos de la Defensa Nacional y la Organización Militar
- Institution des Ombudsmanns (Defensor del Pueblo) (Art. 54)

Ley Orgánica 3/1981, de 6 de abril, del Defensor del Pueblo
- Suspendierung bestimmter Grundrechte in Bezug auf „bewaffnete Banden“ und „terroristische Elemente“ (Art. 55)

Ley Orgánica 9/1984, de 26 de diciembre, contra la actuación de bandas armadas y elementos terroristas y de desarrollo del artículo 55.2 de la Constitución
- Abdankung und Klärung von Zweifeln über die Thronfolge (Art. 57)

Ley Orgánica 3/2014, de 18 de junio, por la que se hace efectiva la abdicación de Su Majestad el Rey Don Juan Carlos I de Borbón
- Direktwahl der Senatoren (Art. 69)

Ley Orgánica 5/1985, de 19 de junio, del Régimen Electoral General - LOREG
- Regelung des Volksbegehrens (iniciativa popular) für Gesetzesvorschläge (Art. 87)

Ley Orgánica 3/1984, de 28 de marzo, reguladora de la iniciativa legislativa popular
- Regelung des Volksentscheids (referéndum) (Art. 92)

Ley Orgánica 2/1980, de 18 de enero, sobre regulación de las distintas modalidades de referéndum
- Übertragung von Hoheitsrechten auf internationale Organisationen (Art. 93)

Ley Orgánica 10/1985, de 2 de agosto, de autorización para la adhesión de España a las Comunidades Europeas
- Bestimmung der Funktionen, Grundprinzipien des Handelns und der Statuten der Polizeikräfte (Fuerzas y Cuerpos de seguridad) (Art. 104)

Ley Orgánica 2/1986, de 13 de marzo, de Fuerzas y Cuerpos de Seguridad
- Zusammensetzung und Zuständigkeit des Staatsrats (Consejo de Estado) als Beratungsorgan der Regierung (Art. 107)

Ley Orgánica 3/1980, de 22 de abril, del Consejo de Estado
- Regelung des Alarm-, Ausnahme- und Belagerungszustands (estados de alarma, de excepción y de sitio) (Art. 116)

Ley Orgánica 4/1981, de 1 de junio, de los estados de alarma, excepción y sitio
- Gerichtsverfassung, Regelung des Rechtsstatus der Richter und des Personals der Justizverwaltung (Art. 122)

Ley Orgánica 6/1985, de 1 de julio, del poder judicial
- Statut und Zuständigkeiten des „Generalrats der rechtsprechenden Gewalt“ (Consejo General del Poder Judicial) als Selbstverwaltungsorgan der Justiz und Verfahren der Bestimmung der zwölf Mitglieder dieses Organs, die nicht vom Abgeordnetenhaus und dem Senat vorgeschlagen werden (Art. 122)

Ley Orgánica 1/1980, de 10 de enero, del Consejo General del Poder Judicial
- Festlegung des höchstzulässigen strukturellen Defizits der öffentlichen Haushalte und nähere Ausgestaltung der "Schuldenbremse" (Art. 135)

Ley Orgánica 2/2012, de 27 de abril, de Estabilidad Presupuestaria y Sostenibilidad Financiera
- Zusammensetzung, Organisation und Funktionen des Rechnungshofs (Tribunal de Cuentas) (Art. 136)

Ley Orgánica 2/1982, de 12 de mayo, del Tribunal de Cuentas
- Änderung der Provinzgrenzen (Art. 141)
- Autorisierung der Bildung uniprovinzialer Autonomer Gemeinschaften, die nicht die Voraussetzungen des Art. 143 Abs. 1 (eigenständige historisch regionale Bedeutung) erfüllen (Art. 144)

Ley Orgánica 6/1982, de 7 de julio, por la que se autoriza la constitución de la Comunidad Autónoma de Madrid
- Autorisierung oder Verabschiedung eines Autonomiestatus für nicht in die Provinzgliederung integrierte Gebiete (Art. 144)

Ley Orgánica 1/1995, de 13 de marzo, de Estatuto de Autonomía de Ceuta
Ley Orgánica 2/1995, de 13 de marzo, de Estatuto de Autonomía de Melilla
- Ersetzung der nach Art. 143 Abs. 1 den Provinzen und Gemeinden obliegenden Einleitung des Autonomieverfahrens durch den Staat (Art. 144)

Ley Orgánica 13/1980, de 16 de diciembre, de sustitución en la provincia de Almería, de la iniciativa autonómica
- Änderung der Autonomiestatute (Art. 147)

Ley Orgánica 6/2006, de 19 de julio, de reforma del Estatuto de Autonomía de Cataluña
- Koordination und andere Kompetenzen der Autonomen Gemeinschaften in Bezug auf die Gemeindepolizeien (Art. 148)

Ley Orgánica 2/1986, de 13 de marzo, de Fuerzas y Cuerpos de Seguridad
- Rahmengesetzgebung über die Polizeien der Autonomen Gemeinschaften (Art. 149)

Ley Orgánica 2/1986, de 13 de marzo, de Fuerzas y Cuerpos de Seguridad
- Übertragung und Delegation staatlicher Kompetenzen auf die Autonomen Gemeinschaften (Art. 150)

Ley Orgánica 9/1992, de 23 de diciembre, de transferencia de competencias a Comunidades Autónomas que accedieron a la autonomía por la vía del artículo 143 de la Constitución
- Regelung des Volksentscheids nach Art. 151 (Art. 151)

Ley Orgánica 2/1980, de 18 de enero, sobre regulación de las distintas modalidades de referéndum
- Voraussetzungen, unter denen ein Autonomiestatut nach Art. 151 bei Ablehnung einzelner Provinzen im Volksentscheid durch die restlichen Provinzen gebildet werden kann (Art. 151)

Ley Orgánica 2/1980, de 18 de enero, sobre regulación de las distintas modalidades de referéndum
- Finanzierung der Autonomen Gemeinschaften (Art. 157)

Ley Orgánica 8/1980, de 22 de septiembre, de financiación de las Comunidades Autónomas
- Kompetenzen des Verfassungsgerichts (Tribunal Constitucional) (Art. 161)

Ley Orgánica 2/1979, de 3 de octubre, del Tribunal Constitucional - LOTC
- Klagebefugnis vor dem Verfassungsgericht (Art. 162)

Ley Orgánica 2/1979, de 3 de octubre, del Tribunal Constitucional - LOTC
- Verfahren vor dem Verfassungsgericht, Status seiner Mitglieder (Art. 165)

Ley Orgánica 2/1979, de 3 de octubre, del Tribunal Constitucional - LOTC

## Rang der Organgesetze in der Normenhierarchie
Nach der Rechtsprechung des Verfassungsgerichts stehen Organgesetze und gewöhnliche Gesetze in der Normenhierarchie im gleichen Rang, d. h. ein gewöhnliches Gesetz ist nicht allein deshalb nichtig, weil es Bestimmungen eines Organgesetzes widerspricht.
Allerdings sind die durch ein Organgesetz zu regelnden Materien vor einer Regelung durch gewöhnliches Gesetz über Art. 28 Abs. 2 des Verfassungsgerichtsgesetzes (Ley Orgánica 2/1979, de 3 de octubre, del Tribunal Constitucional - LOTC) geschützt: Danach kann das Verfassungsgericht im Wege der abstrakten (recurso de inconstitucionalidad) und konkreten Normenkontrolle (cuestión de inconstitucionalidad) diejenigen Bestimmungen von gewöhnlichen Gesetzen für verfassungswidrig und damit nichtig erklären, die durch ein Organgesetz geregelt hätten werden müssen.